# Los Super Elegantes
Los Super Elegantes es un dúo musical fundado en San Francisco (California) en 1995 por la mexicana Milena Muzquiz y el argentino Martiniano López Crozet. Los Super Elegantes han creado su estilo original definido por la prensa como "Mariachi Punk". 

## Carrera
En el 1998 han firmado con BMG México y grabado su primer disco titulado "Devorame". En 1999 se mudaron a Los Ángeles y escribieron su segundo disco "Channelising Paradise" con el éxito de la canción "16" han filmado varios videos de música y han participado en festivales de music internacionales. Milena y Martiniano también han escrito 6 obras de teatro presentadas en museos como el Museo Whitney en Nueva York, el Museo de Arte Contemporáneo de Chicago, el Baltic de New Castle, el Museo Vermelho en São Paulo y el MOCA de Los Ángeles. Han colaborado con muchos otros artistas contemporáneos como Clegg & Guttmann, Assume Vivid Astro Focus y Miguel Calderon. Han participado en festivales musicales como Vive Latino en la Ciudad de México, Vamos en Inglaterra y el Los Angeles street Fair.

## Discografía
- Devorame (BMG, 1998)
- Channelizing Paradise (2002)
- Tunga's House Bar (2004)
- Los Super Elegantes Ep (2007)
- Nothing Really Matters (2009)

## Videoclips
- 16 (Dieciséis)
- Nothing Really Matters
- Fla y Flu

## Teatro
- Pietro and Paola (1999)
- Angie and Eric (2000)
- The Falling Leaves of St. Pierre (2003)
- Tunga's House Bar (2004)
- The Technical Vocabulary of an Interior Decorator (2005)
- Ivo and Giselle (2008)

## Exposiciones
- The Falling Leaves of St. Pierre (Peres Projects, Los Angeles, 2003)
- Assume Vivid Astro Focus and Los Super Elegantes (Deitch Projects, New York, 2003)
- Tunga's House Bar (Whitney Biennial, 2004)
- Made in Mexico (The Hammer Museum, Los Angeles, 2004)
- Slow Dance Club (Frieze Art Fair, London, 2004)
- Los Super Elegantes (Dan Hug Gallery, Los Angeles, 2005)
- Los Super Elegantes (Blow de la Barra, Londres, 2005)
- From Here to the Ocean (Swiss Institute, New York, 2006)
- Los Super Elegantes/ Mike Kelley/ Ann Magnuson (SASSA, Los Angeles, 2006)
- Escultura Social (Museum of Contemporary Art, Chicago, 2007)
- Playback (Musée d’Art moderne de la Ville de Paris, 2007)
- Latino Latino (Chiesa Santa Maria dello Spasimo, Palermo, 2008)
- (Bienal de São Paulo, 2008)